# Delta cancrides
Les Delta Cancrides sont une pluie de météores d'intensité moyenne s'étalant du 14 décembre au 14 février, la période principale se déroulant du 1er janvier au 24 janvier,. 

## Origine
Cette pluie de météores fut découverte en 1872, mais la première confirmation étayée du phénomène n'eut lieu qu'en 1971. L'origine de cette pluie de météores est inconnue ; il a été suggéré qu'elle était liée à l'orbite de l'astéroïde 2001 YB5 (en).

## Observation
Le radiant est situé dans la constellation du Cancer, près de Delta Cancri. Elle culmine chaque année le 17 janvier, avec seulement quatre météores par heure,. 